# Cathy Josefowitz
Cathy Josefowitz (* 1956 in New York; † 28. Juni 2014 in Genf) war eine internationale Künstlerin mit US-amerikanischer und Schweizer Staatsbürgerschaft. In New York geboren, zog sie früh mit ihren Eltern in die Schweiz, lebte und arbeitete später u. a. in Paris, Boston, Amsterdam und Italien. Ihr Schaffen umfasste Gemälde und Zeichnungen im Dialog mit Choreografie. Ihr umfangreiches Werk wird heute im Kontext aktueller Diskurse zu Figuration, Gender, Körper, Andersheit und Identität vermehrt ausgestellt. 

## Werdegang
Cathy Josefowitz studierte visuelle Kunst in Paris und Bühnenbild in Strassburg und später am Dartington College of Arts in Devon. Das Wissen aus der performativen Kunst floss auch in ihre vorwiegend figurativen Zeichnungen und Malereien.

## Ausstellungen
- 2022: The Thinking Body, MACRO, Rom
- 2021/22: The Thinking Body, Centre Culturel Suisse, Paris[3]
- 2021: The Thinking Body, Kunsthaus Langenthal, Langenthal[4]
- 2021: Empty rooms full of love, FRAC Champagne-Ardenne, Reims[5]
- 2007: Espace Hippomène, Genf
- 2003: Galerie Nicolas Deman, Paris
- 1994: Palazzo Pinucci, Galleria Via Larga, Florenz

## Publikationen
- Cathy Josefowitz, Monografie, Text von Ludovic Delalande, Rebecca Lamarche-Vadel, Elise Lammer, Mousse Publishing, 2019, ISBN 9788867494040
- Cathy Josefowitz. Dance Eat Love, Monografie, Text von Rebecca Lamarche-Vadel, Editions Dilecta, 2018, ISBN 9782373720747

## Filme
- Painting dancing : Cathy Josefowitz, ein Film von François Lévy Kuentz, Fotografien von Mara De Wit, Pierre Yves Dhinaut, 52min, 2011
- Cathy Josefowitz, ein Film von François Lévy Kuentz, 31min, 2004